# The 5000 Spirits or the Layers of the Onion
The 5000 Spirits or the Layers of the Onion är ett musikalbum av The Incredible String Band, lanserat 1967 på skivbolaget Elektra Records. Albumet var deras andra studioalbum, och efter att Clive Palmer lämnat gruppen var den nu reducerad till en duo bestående av Robin Williamson och Mike Heron. Skivan blev en större kommersiell framgång än deras debutalbum. Skivomslaget designades av de holländska konstkollektivet "The Fool". Albumets låt "Painting Box" släpptes även som singel.

## Låtlista
(upphovsman inom parentes)
1. "Chinese White" (Mike Heron) - 3:40
2. "No Sleep Blues" (Robin Williamson) - 3:53
3. "Painting Box" (Heron) - 4:04
4. "The Mad Hatter's Song" (Williamson) - 5:40
5. "Little Cloud" (Heron) - 4:05
6. "The Eyes of Fate" (Williamson) - 4:02
7. "Blues for the Muse" (Williamson) - 2:49
8. "The Hedgehog's Song" (Heron) - 3:30
9. "First Girl I Loved" (Williamson) - 4:55
10. "You Know What You Could Be" (Heron) - 2:46
11. "My Name Is Death" (Williamson) - 2:46
12. "Gently Tender" (Heron) - 4:49
13. "Way Back in the 1960s" (Williamson) - 3:11

## Listplaceringar
- UK Albums Chart, Storbritannien: #25[1]